# Bohadschia marmorata
Bohadschia marmorata is een zeekomkommer uit de familie Holothuriidae.
De wetenschappelijke naam van de soort werd in 1833 gepubliceerd door Wilhelm Friedrich Jäger.